# Udnævnelse
En udnævnelse er tildelingen af en stilling/position eller titel/prædikat til en person. Traditionelt har udnævenelser primært været foretaget af og givet til medlemmer af et kongehus, en adel, et militær eller en gejstlighed, men i dag sker der udnævnelser i alle dele af samfundet. Uden for kongehus og adel, skete en udnævnelse ofte i forlængelse af en bestalling. Ordet er sat sammen af at udmelde og nævne.

## Eksempler på udnævnelse

### Officerer i Danmark
Officerer udnævntes traditionelt ved kongeligt segl, idet disse ofte var fra adlen og ofte nære ved kongen, da han selv førte styrkerne under kamp. Med indførelsen af Søe Cadet Compagniet i 1701 og Landkadetakademiet i 1713, opstod en mere formaliseret tilgang til officersvirket, og officererne kom nu ikke kun fra adlen. Officerer modtog således deres bestalling efter gennemført uddannelse og efterfølgende udnævnelse til af f.eks. sekondløjtnant af fodfolket. Både værn og tider, har gjort måden hvorved udnævnelsen skete og hvordan den blev annonceret forskellig. Indledningsvist skete det ved kongeligt segl af kongen selv, senere ved hær- og flådechefers mellemkomst og i dag er det formelt set Forsvarschefen, der udnævner officerer. I perioden 1835-1971 anvendte Søværnet f.eks. Håndbgo for Søværnet, til at annoncere udnævnelser, mens det i dag foretages elektronisk af Forsvarets Personeltjeneste. Udnævnelserne sker jf. Bekendtgørelse om militære grader mv. for personel i det militære forsvar og Bekendtgørelse om kongelig udnævnelse af visse tjenestemænd.